# Arkadiusz Miłoszewski
 Arkadiusz Miłoszewski (ur. 22 marca 1973) – polski koszykarz, występujący na pozycji silny skrzydłowy/rzucający obrońca; wychowanek Polonii Warszawa; po zakończeniu kariery zawodniczej trener koszykarski; trener Kinga Szczecin (2021–2025); od 3 czerwca 2025 r. trener Zastalu Zielona Góra. 

## Życiorys
Arkadiusz Miłoszewski był głównie związany z Polonią Warszawa. W 1990 r. w wieku 17 lat zadebiutował w zespole Polonii Warszawa w rozgrywkach I ligi na pozycji rozgrywający/rzucający, mierzący 203 cm wzrostu. W sezonie 1990/1991 w Polonii rozegrał 4 spotkania awansując z warszawską drużyną do ekstraklasy, gdzie w trzech sezonach: 1991/1992, 1992/1993, 1993/1994 zagrał w 94 meczach. W 1994 r. zadebiutował w rozgrywkach PLK w zespole Polonia Przemyśl. W 1995 r. wieku 22 lat zagrał w dwóch meczach reprezentacji Polski z trenerem Eugeniuszem Kijewskim (grał m.in. z zawodnikami: Jerzy Kołodziejczak, Adam Wójcik, Maciej Zieliński, Tomasz Jankowski, Dominik Tomczyk), zdobywając 15 pkt.. W Polonii Przemyśl grał do 1999 r. (pięć sezonów). W sumie w tej drużynie zagrał w 141 meczach, po czym ponownie wrócił do gry w Polonii Warszawa, gdzie w sezonie 1999/2000 w rozgrywkach I ligi uczestniczył w 34 spotkaniach. W sezonie 2000/2001 i 2001/2002 w II lidze zagrał w rezerwach Polonii Warszawa w 21 meczach oraz w 3 meczach w pierwszym składzie Polonii w rozgrywkach PLK. W 2002 r. zadebiutował w AZS Koszalin grając w sezonie 2002/2003 w 30 meczach w rozgrywkach I ligi. W 2003 r. powrócił do macierzystego klubu, gdzie w rezerwach Polonii uczestniczył w rozgrywkach II ligi sezonu 2003/2004 grając w 8 meczach, po czym w tym samym sezonie zagrał w składzie pierwszego zespołu w rozgrywkach PLK w 18 meczach. W kolejnych dwóch sezonach (2004/2005, 2005/2006) grał w pierwszym składzie Polonii Warszawa, w sumie uczestniczył w 17 meczach. Karierę zakończył w warszawskim klubie Polonia 2011 Warszawa, gdzie w sezonie 2006/2007 zagrał w II lidze w 19 meczach. W ekstraklasie rozegrał 273 meczów, w sumie we wszystkich rozgrywkach zagrał w 389 meczach, zdobył 3021 punktów.
Karierę trenerską w wieku 36 lat rozpoczął w 2008 r. w zespole AZS Warszawa. W sezonie 2008/2009 poprowadził w rozgrywkach II ligi warszawską drużynę w 31 meczach, odnosząc 28 zwycięstw i 3 porażki, która ostatecznie awansowała do I ligi. W sezonach: 2009/2010 w AZS Warszawa Arkadiusz Miłoszewski statystycznie: 33 mecze, 11 zwycięstw, 22 porażki; 2010/2011 w Polonii 2011: 35 meczów, 8 zwycięstw 27 porażek; 2011/2012 w AZS Warszawa: 5 meczów, 1 zwycięstwo, 4 porażki. Arkadiusz Miłoszewski w latach 2014–2021 był asystentem trenerów pierwszej drużyny Zastalu (Mihailo Uvalin, Sašo Filipovski, Žan Tabak, Oliver Vidin), był też asystentem trenera pierwszej reprezentacji Polski Mike Taylora do roku 2021 oraz komentatorem w telewizji Polsat Sport, po czym przeniósł się do Szczecina w trakcie sezonu 2021/22, gdzie został trenerem Kinga Szczecin. Wiosną 2022 r. zespół szczeciński przegrał w ćwierćfinale ligowych rozgrywek z Czarnymi Słupsk. W przygotowaniu do nowego sezonu 2022/2023, latem 2022 r. Miłoszewski sprowadził z Zielonej Góry rezerwowych Zastalu – Andrzeja Mazurczaka i Tony Meiera, zakontraktował obcokrajowców Zaca Cuthberthona i Phila Fayne'a. W trakcie sezonu nastąpiły uzupełnienia składu (Bruce Brown i George Alexander Hamilton III). Drużyna Kinga w finale wygrała ze Śląskiem Wrocław i ostatecznie w sezonie 2022/2023 trener Miłoszewski z drużyną szczecińską zajął 15 czerwca 2023 r. 1 miejsce. W tym samym roku zdobył Superpuchar Polski. 10 września 2023 r. w finale drużyna Miłoszewskiego King Szczecin przegrała w Szczecinie z PGE Spójnią Stargard w Memoriale Romana Wysockiego. 23 maja 2024 r. King Szczecin z trenerem Miłoszewskim pokonał na wyjeździe PGE Spójnię Stargard, wygrał serię 3-0 i zakwalifikował się do finału sezonu 2023/2024. 
Trener Arkadiusz Miłoszewski w sezonie 2023/2024 ostatecznie zajął z zespołem 2 miejsce. 12 września 2024 r. szczecińska drużyna w ramach przygotowań do sezonu 2024/2025 zajęła I miejsce w XII Memoriale Romana Wysockiego wygrywając w Stargardzie z PGE Spójnią Stargard. 17 grudnia 2024 r. jego drużyna zagrała ostatni mecz w rozgrywkach Ligi Mistrzów FIBA z hiszpańskim zespołem Unicają Malaga (z bilansem 6 porażek King Szczecin zakończył rywalizację w Lidze Mistrzów w sezonie 2024/25 na ostatnim miejscu w swojej grupie). 22 grudnia 2024 r. trener Miłoszewski z drużyną przegrał w Stargardzie z PGE Spójnią Stargard w derbach Pomorza Zachodniego. 16 lutego 2025 r. jego drużyna w finale Pucharu Polski przegrała w Sosnowcu z Górnikiem Wałbrzych. 21 kwietnia 2025 r. King Szczecin z trenerem Miłoszewskim przegrał w Szczecinie w Netto Arenie po raz drugi w sezonie 2024/2025 z PGE Spójnią Stargard (drużyna stargardzka po siedmiu latach gry w ekstraklasie spadła w 2025 r. do I ligi). Szczeciński zespół z trenerem Arkadiuszem Miłoszewskim sezon 2024/2025 zakończył na 7 miejscu. W Kingu trener Miłoszewski pracował prawie 4 lata i ostatecznie szkoleniowiec szczecińskiej drużyny poinformował klub, że nie przedłuży umowy. 3 czerwca 2025 r. po kilkuletniej przerwie powrócił na funkcję trenera Orlenu Zastalu Zielona Góra.

## Osiągnięcia zawodnicze
Klubowe
- Awans do najwyższej kasy rozgrywkowej (1991)[24]

Młodzieżowe
?
Reprezentacja
- uczestnik meczów w 1995

## Osiągnięcia trenerskie
Klubowe
- Mistrzostwo Polski (2023)[1]
- Wicemistrzostwo Polski (2024)[1]
- Wicemistrz pucharu Polski (2025)[21]
- Uczestnik rozgrywek pucharu:
  - Liga Mistrzów FIBA w sezonie 2023/2024 (ostatnie miejsce w grupie B)[1]

Reprezentacja
- 8 miejsce w mistrzostwach świata w Chinach (asystent trenera Mike Taylora)[25]

## Historyczny skład Arkadiusza Miłoszewskiego (zawodnik)
Arkadiusz Miłoszewski grał od 1990 r. w Polonii Warszawa. W sezonie 2005/2006 był w składzie Polonii Warszawa (PLK):
| Nr | Poz. | Nar.              | Nazwisko i imię                | Data urodzenia | Wzrost | Masa ciała |
| -- | ---- | ----------------- | ------------------------------ | -------------- | ------ | ---------- |
| 3  | S/C  | Polska            | Bacik, Mariusz                 | 1972-01-04     | 206 cm | 106 kg     |
| 7  | 0    | Polska            | Koszarek, Łukasz               | 1984-01-12     | 187 cm | 86 kg      |
| 8  | PF   | Polska            | Miłoszewski, Arkadiusz         | 1973-03-22     | 203 cm | 98 kg      |
| 6  | C/S  | Polska            | Karwowski, Leszek              | 1975-01-01     | 205 cm | 104 kg     |
| 8  | PF   | Polska            | Dutkiewicz, Marcin             | 1986-01-28     | 198 cm | 92 kg      |
| 9  | 0    | Polska            | Majewski, Dominik              | 1983-05-07     | 185 cm | 82 kg      |
| 10 | 0    | Polska            | Ochońko, Tomasz                | 1986-08-29     | 183 cm | 72 kg      |
| 10 | S/C  | Polska            | Pisarczyk, Tomasz              | 1985-07-06     | 202 cm | 97 kg      |
| 11 | PF   | Polska            | Przybylski (koszykarz), Michał | 1984-03-13     | 194 cm | 85 kg      |
| 12 | 0/S  | Polska            | Roszyk, Krzysztof              | 1978-08-20     | 200 cm | 89 kg      |
| 15 | 0    | Polska            | Shields, Shields               | 1979-03-15     | 191 cm | 86 kg      |
| 4  | 0    | Stany Zjednoczone | Sulowski, Jacek                | 1982-07-27     | 192 cm | 86 kg      |
| 18 | 0    | Stany Zjednoczone | Taylor, Eric                   | 1976-10-18     | 200 cm | 112 kg     |

Trener:  Wojciech Kamiński (trener koszykarski)
 Asystenci: ?

## Historyczny skład Arkadiusza Miłoszewskiego (asystent, trener)

### Sezon 2011/2012 (PLK)
Arkadiusz Miłoszewski był asystentem i trenerem w sezonie 2011/2012 w AZS Politechnika Warszawska:
| Nr | Poz. | Nar.   | Nazwisko i imię                  | Data urodzenia | Wzrost | Masa ciała |
| -- | ---- | ------ | -------------------------------- | -------------- | ------ | ---------- |
| 5  | PF   | Polska | Nowakowski (koszykarz), Michał   | 1988-06-11     | 202 cm | 92 kg      |
| 13 | C    | Polska | Kolowca, Marcin                  | 1987-06-07     | 209 cm | 98 kg      |
| 11 | PF   | Polska | Wilczek (koszykarz), Łukasz      | 1986-05-11     | 189 cm | 86 kg      |
| 12 | SF   | Polska | Mokros, Jarosław                 | 1990-01-21     | 202 cm | 93 kg      |
| 8  | C    | Polska | Cechniak, Damian                 | 1993-10-08     | 208 cm | 97 kg      |
| 7  | C    | Polska | Nowicki, Filip                   | 1994-05-02     | 202 cm | 92 kg      |
| 6  | C/S  | Polska | Karwowski, Leszek                | 1975-01-01     | 205 cm | 96 kg      |
| 3  | C/S  | Polska | Kucharek, Maciej                 | 1993-07-20     | 204 cm | 93 kg      |
| 16 | PG   | Polska | Kowalczyk (koszykarz), Sebastian | 1993-03-25     | 201 cm | 94 kg      |
| 15 | PF   | Polska | Mata, Adam                       | 1993-07-11     | 190 cm | 87 kg      |
| 9  | PF   | Polska | Popiołek, Marek                  | 1989-07-19     | 193 cm | 88 kg      |
| 19 | SF   | Polska | Zięba, Cyprian                   | 1994-06-25     | 201 cm | 94 kg      |
| 4  | PF   | Polska | Pełka, Patryk                    | 1989-06-07     | 197 cm | 91 kg      |

Trener:  Mladen Starcević
 Asystenci: Arkadiusz Miłoszewski

### Skład 2022/2023 (PLK)
Arkadiusz Miłoszewski był trenerem Kinga Szczecin w sezonie 2022/2023:

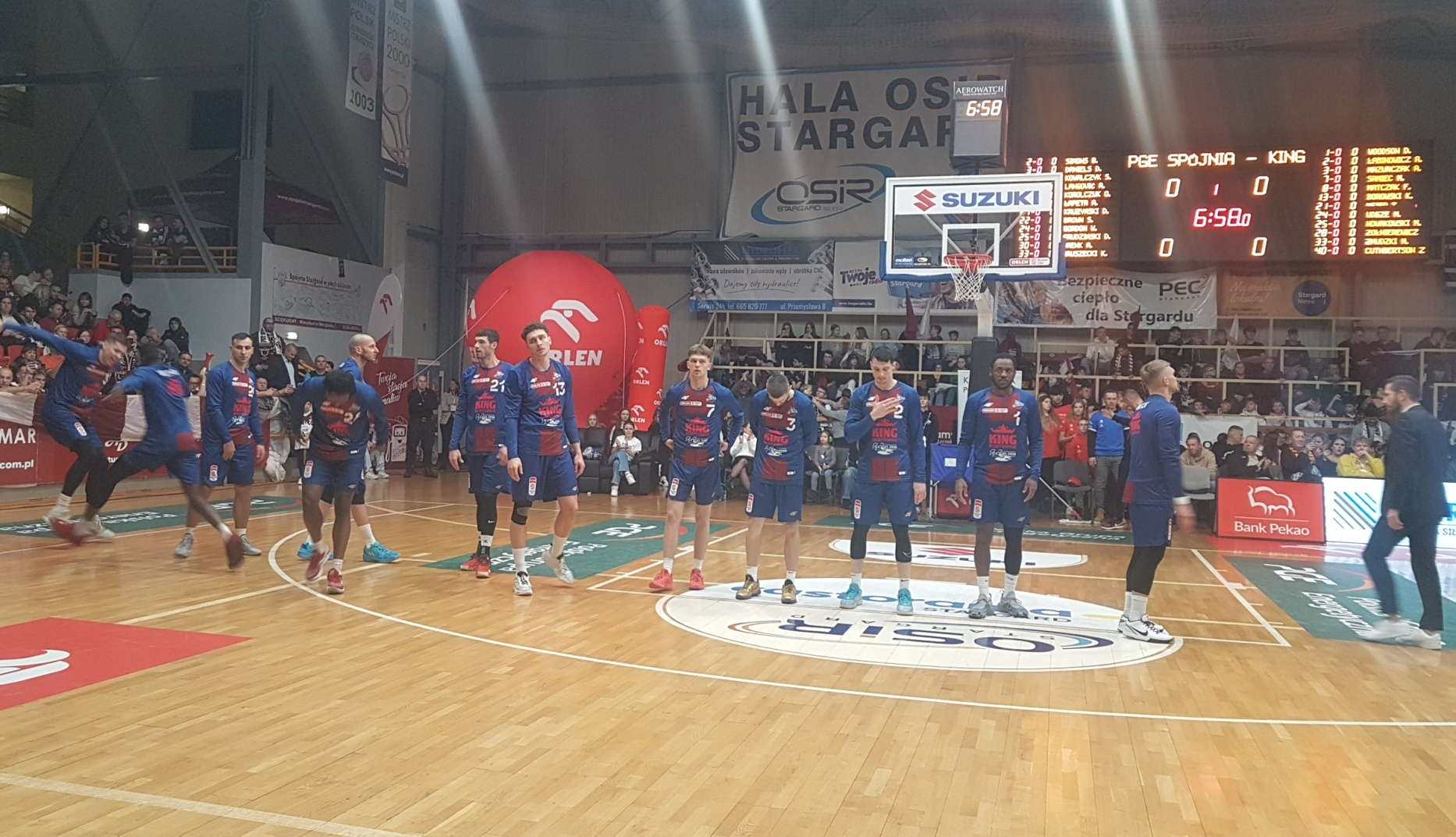
Trener Arkadiusz Miłoszewski poprowadził w Stargardzie drużynę Kinga Szczecin w derbach (02.12.2023)

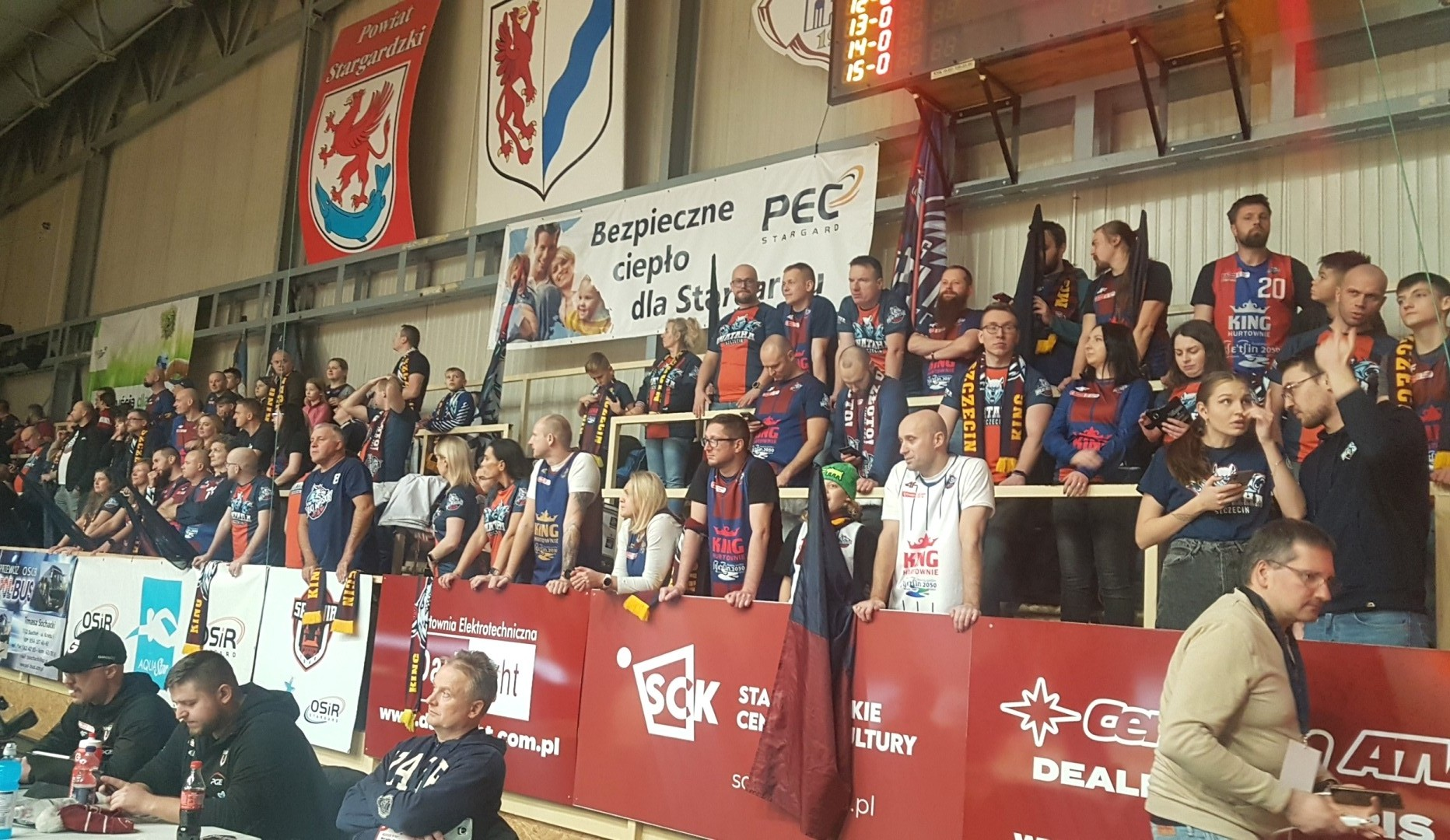
Trener Miłoszewski z kibicami Kinga Szczecin był od 2021 do 2025 (02.12.2023)

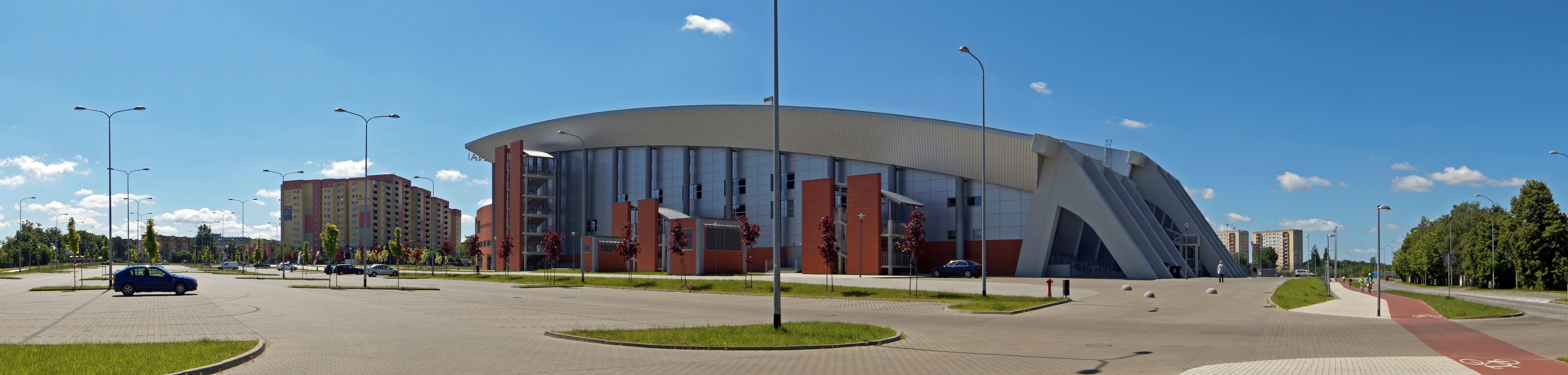
Arkadiusz Miłoszewski był trenerem Kinga Szczecin, trenując i rozgrywając mecze w hali Azoty Arena Szczecin

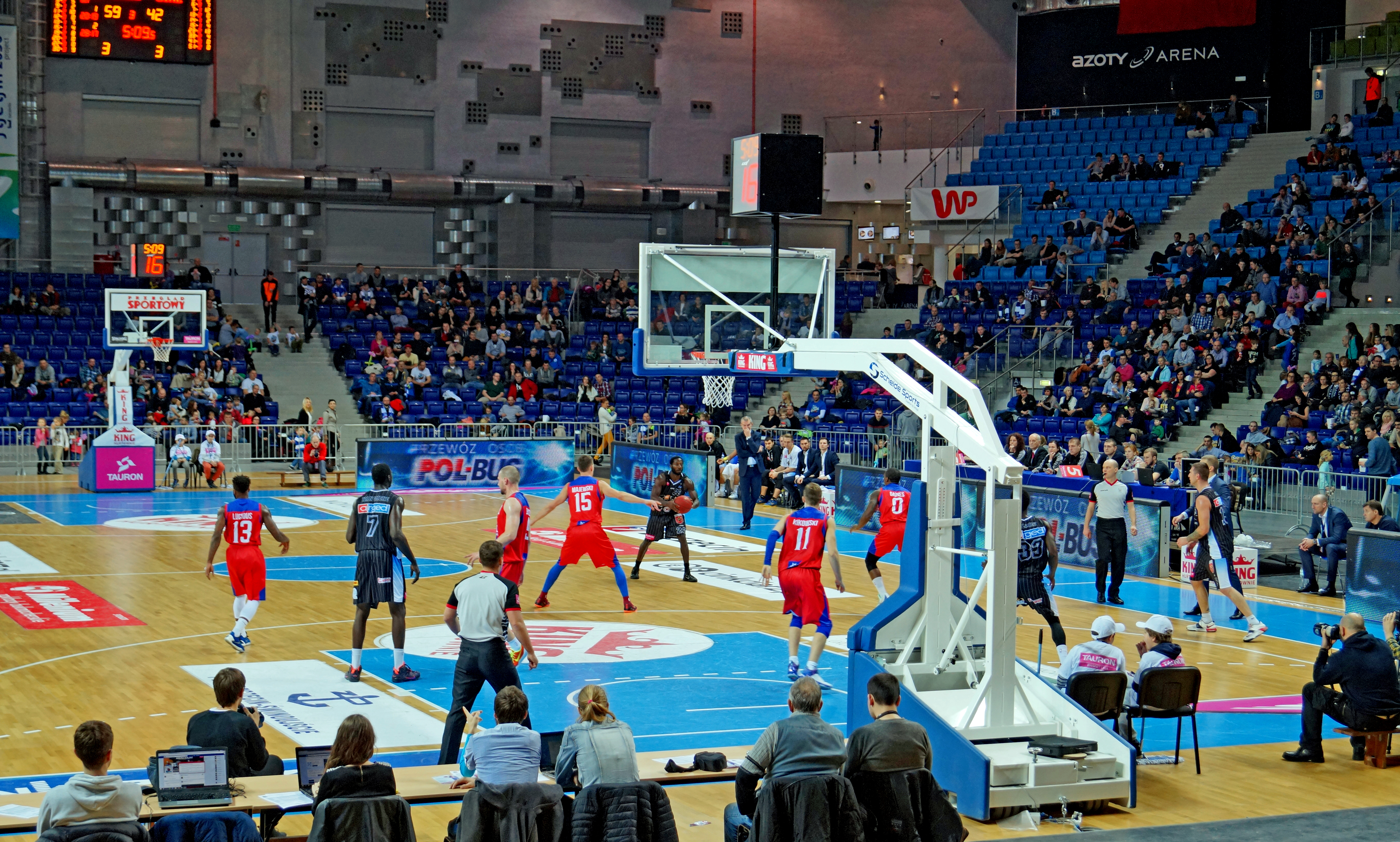
Trener Arkadiusz Miłoszewski w sezonie 2024/2025 zajął z Kingami Wilki Morskie Szczecin 7 miejsce

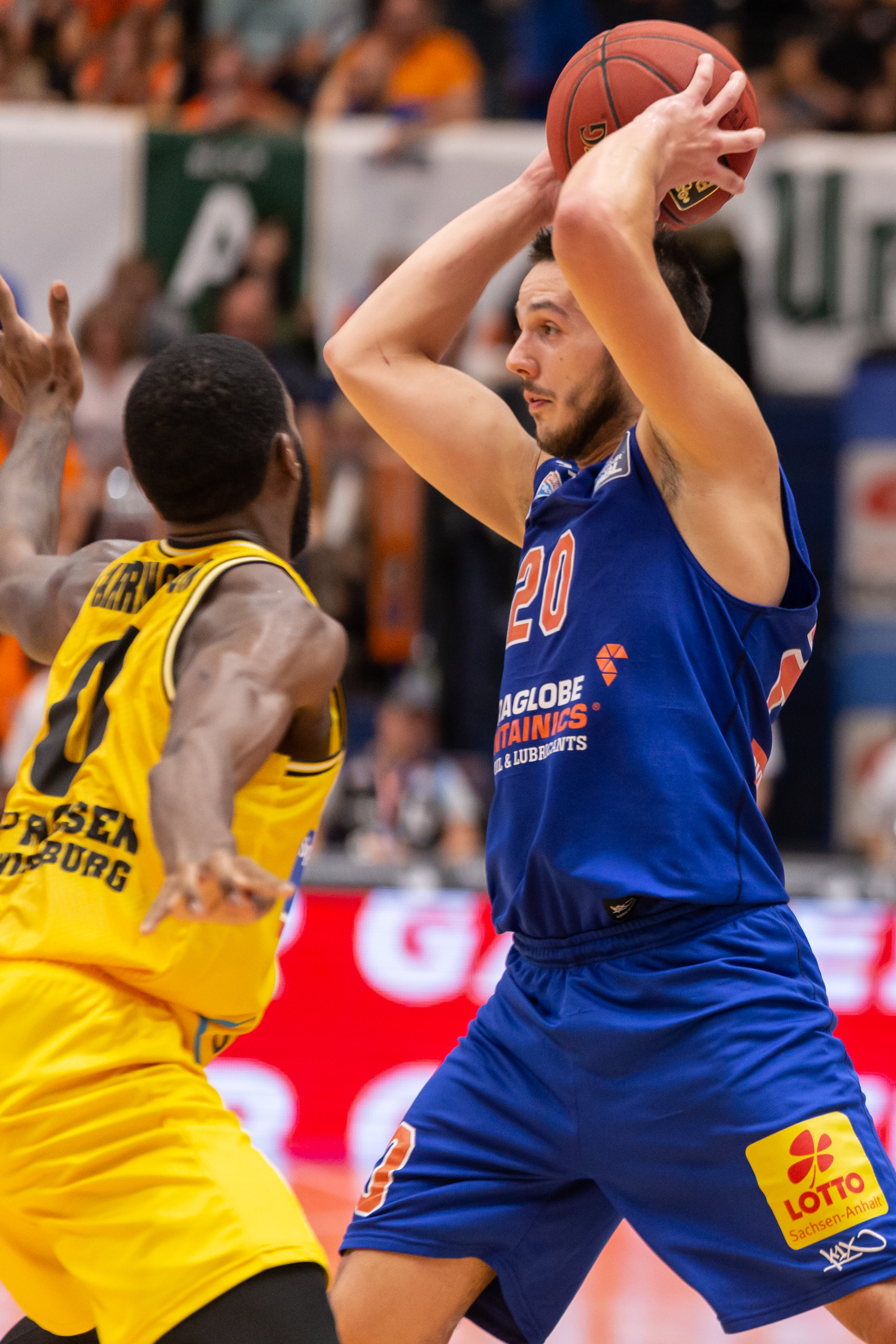
Jovan Novak (2019)

| Nr | Poz. | Nar.              | Nazwisko i imię              | Data urodzenia | Wzrost | Masa ciała |
| -- | ---- | ----------------- | ---------------------------- | -------------- | ------ | ---------- |
| 13 | PF   | Polska            | Borowski (koszykarz), Kacper | 1994-05-02     | 205 cm |            |
| 11 | SG   | Stany Zjednoczone | Brown, Bryce                 | 1997-07-24     | 190 cm |            |
| 40 | SF   | Stany Zjednoczone | Cuthbertson, Zac             | 1996-12-27     | 201 cm |            |
| 10 | PF   | Stany Zjednoczone | Fayne, Phil                  | 1997-04-15     | 206 cm |            |
| 10 | PG   | Stany Zjednoczone | Hamilton (koszykarz), Alex   | 1992-10-05     | 190 cm |            |
| 31 | C/F  | Polska            | Kostrzewski, Mateusz         | 1989-09-18     | 202 cm |            |
| 8  | SG   | Polska            | Matczak, Filip               | 1993-09-18     | 187 cm |            |
| 3  | PG   | Polska            | Mazurczak, Andrzej           | 1993-12-27     | 188 cm |            |
| 21 | PF   | Stany Zjednoczone | Meier, Tony                  | 1990-06-03     | 204 cm |            |
| 9  | SF   | Polska            | Rosiński, Konrad             | 2003-04-24     | 203 cm |            |
| 18 | SG   | Polska            | Szymański, Konrad            | 2002-01-11     | 190 cm |            |
| 6  | SG   | Polska            | Wiśniewski, Aleksander       | 2003-07-16     | 187 cm |            |
| 33 | C    | Polska            | Żmudzki, Maciej              | 1997-05-12     | 206 cm |            |

Trener:  Arkadiusz Miłoszewski
 Asystenci: Maciej Majcherek

### Skład 2024/2025 (PLK)
Arkadiusz Miłoszewski był trenerem Kinga Szczecin w sezonie 2024/2025:
| Nr | Poz. | Nar.              | Nazwisko i imię          | Data urodzenia | Wzrost | Masa ciała |
| -- | ---- | ----------------- | ------------------------ | -------------- | ------ | ---------- |
| 21 | PF   | Stany Zjednoczone | Meier, Tony              | 1990-06-03     | 204 cm |            |
| 15 | SG   | Stany Zjednoczone | Whitehead, Isaiah        | 1995-03-08     | 193 cm |            |
| 5  | PG   | Stany Zjednoczone | Myers, Teyvon            | 1994-06-20     | 188 cm |            |
| 7  | PG   | Stany Zjednoczone | Nicholson, Kassim        | 1994-05-28     | 197 cm |            |
| 8  | PG   | Stany Zjednoczone | Woodard, James           | 1994-01-24     | 191 cm |            |
| 27 | C    | Stany Zjednoczone | Brown, Chad              | 1996-09-06     | 206 cm |            |
| 31 | C/F  | Polska            | Kostrzewski, Mateusz     | 1989-09-18     | 202 cm |            |
| 11 | C    | Polska            | Dziewa, Aleksander       | 1997-11-06     | 205 cm |            |
| 3  | PG   | Polska            | Mazurczak, Andrzej       | 1993-12-27     | 188 cm |            |
| ?  | PG   | Serbia            | Novak, Jovan             | 1994-11-08     | 188 cm |            |
| 10 | F    | Polska            | Wójcik, Szymon           | 2001-03-13     | 204 cm |            |
| 28 | G/F  | Polska            | Żołnierewicz, Przemysław | 1995-07-03     | 196 cm |            |
| 12 | PG   | Polska            | Majcherek, Antoni        | 2009-05-01     | 188 cm |            |
| 9  | PG   | Polska            | Kierlewicz, Michał       | 1997-12-05     | 193 cm |            |

Trener:  Arkadiusz Miłoszewski
 Asystenci: Maciej Majcherek